# Igreja de Santo Antônio da Mouraria
A Igreja de Santo Antônio da Mouraria é um templo católico brasileiro, construído em 1724 em devoção a Santo Antônio. A igreja está localizada na cidade de Salvador, no estado da Bahia. É um patrimônio histórico nacional, tombado pelo Instituto do Patrimônio Histórico e Artístico Nacional (IPHAN), na data de 17 de junho de 1938, sob o processo de nº 122-T-1938.

## História

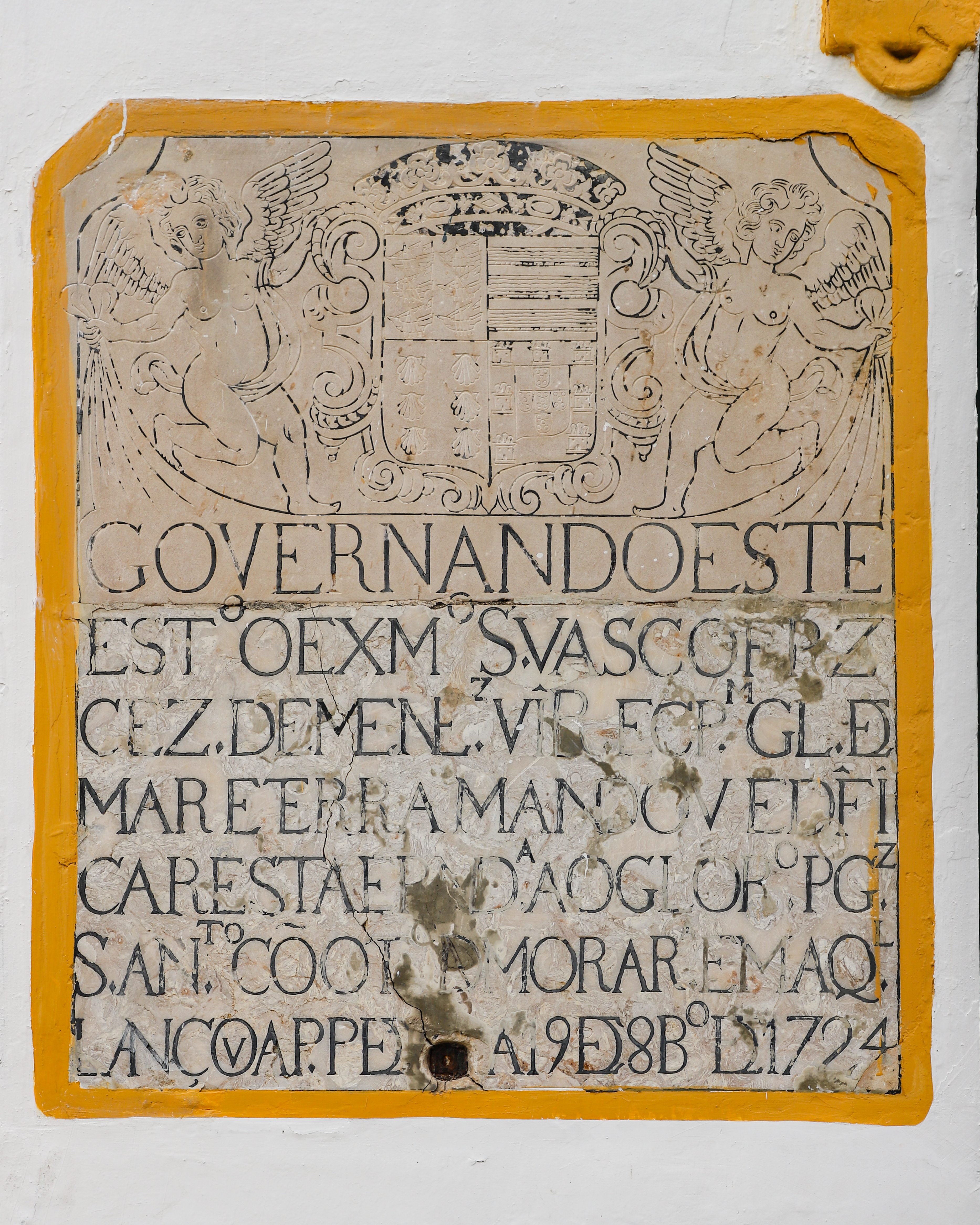
Lapide comemorativa da colocação da pedra fundamental

Vasco Fernandes César de Meneses manda construir um templo religioso para contemplar as necessidades da população e evitar conflitos com o Convento do Desterro. À época, a população utilizava a Igreja do Convento para casamentos e batizados, o que estava desagradando as noviças do Convento por perturbar os seus hábitos. E é assim, neste contexto histórico, que  em 29 de outubro de 1724 deu-se início as obras da capela, que foi construída no meio da área militar da época e ficou conhecida como a "Capela dos militares". As obras foram finalizadas em 12 de junho de 1726.
Para cuidar da capela foi criado, em 18 de janeiro de 1727, a Irmandade da Ordem Terceira. A Ordem Terceira foi extinta e em 15 de fevereiro de 1849 a Irmandade de Santo Antônio dos Militares passou a administrar a capela. Com as epidemias e a guerra do Paraguai, houve muitas baixas nos confrades da irmandade, que acabou sendo extinta em 1879. E em 1894 a administração passa para a Sociedade São Vicente de Paulo, que teve sua sede instalada na capela em novembro de 1895.
Entre os anos de 1900 e 1905, a capela passou por ampliações e elevou-se a igreja.

## Arquitetura
A igreja passou por muitas reformas e alterações em sua edificação. A capela foi construída com um pavimento, com pedras e tijolos. Possuía arquitetura das capelas rurais da época, com corpo único, onde o arco-cruzeiro dividia a nave da capela-mor, as sacristias nas laterais e uma torre sineira. Na fachada, foi construída uma porta principal com uma janela de cada lado e possui também um óculo e um nicho com Santo Antônio. Todas as paredes da nave, até a altura de 1,90 metros, foi revestida com azulejos portugueses setecentista, representando cenas bíblicas. Foi utilizado, no piso da nave e do adro, mármore italiano. A pia da água benta, de pedra calcária, foi fixada na arte interna da fachada principal.
Entre os anos de 1900 e 1905, foram construídos dois altares laterais na nave, um para o Evangelho de São José e outro para Nossa Senhora do Rosário de Pompeia e recebeu retábulos em madeira talhada e recortada com inspirações no estilo neoclássico. O forro recebeu uma pintura ilusionista em estilo barroco, de 1,10 metro x 4,00 metros. A pintura retrata Santo Antônio recebendo Jesus menino da Virgem Santíssima. As janelas que ladeavam a porta principal da nave, foram transformadas em porta de acesso e receberam como ornamentação, molduras em alto relevo. E foi aberto um segundo corpo da igreja onde antes era a morada do capelão.
Entre os anos de 1909 e 1926, adicionaram um segundo pavimento à igreja, que dava acesso ao coro e a tribuna e possuía um grande salão para reuniões, abrigava também as dependências do zelador e a sala para as cantoras; construíram um edifício anexo para abrigar os trabalhos de assistência da Sociedade Vicentina e abriram uma claraboia na capela-mor. E remodelaram a fachada da igreja. Até 1926 ainda encontrava-se na Igreja a via sacra de forma de losango, pintada em chapa metálica sobre madeira e as telas de "A Morte do Justo" e "A Morte do Pecador".
Atualmente a igreja possui quatro sinos, com o mais antigo datado de 1757 e os outros foram adquiridos em 1885 e 1924.